# Mauterndorf
Mauterndorf är en ort och kommun  i Österrike. Den ligger i distriktet Tamsweg i förbundslandet Salzburg, 240 km sydväst om huvudstaden Wien.
Kommunen består av fyra orter (Ortschaften) (inom parentes invånarantal 1 januari 2024):
- Faningberg (61)
- Mauterndorf (1 232)
- Neuseß (112)
- Steindorf (193)